# پیر پیتو
پیر پیتو (به فرانسوی: Pierre Pithou) حقوقدان و محقق قرن شانزدهم میلادی اهل فرانسه است.

## جستارهای وابسته

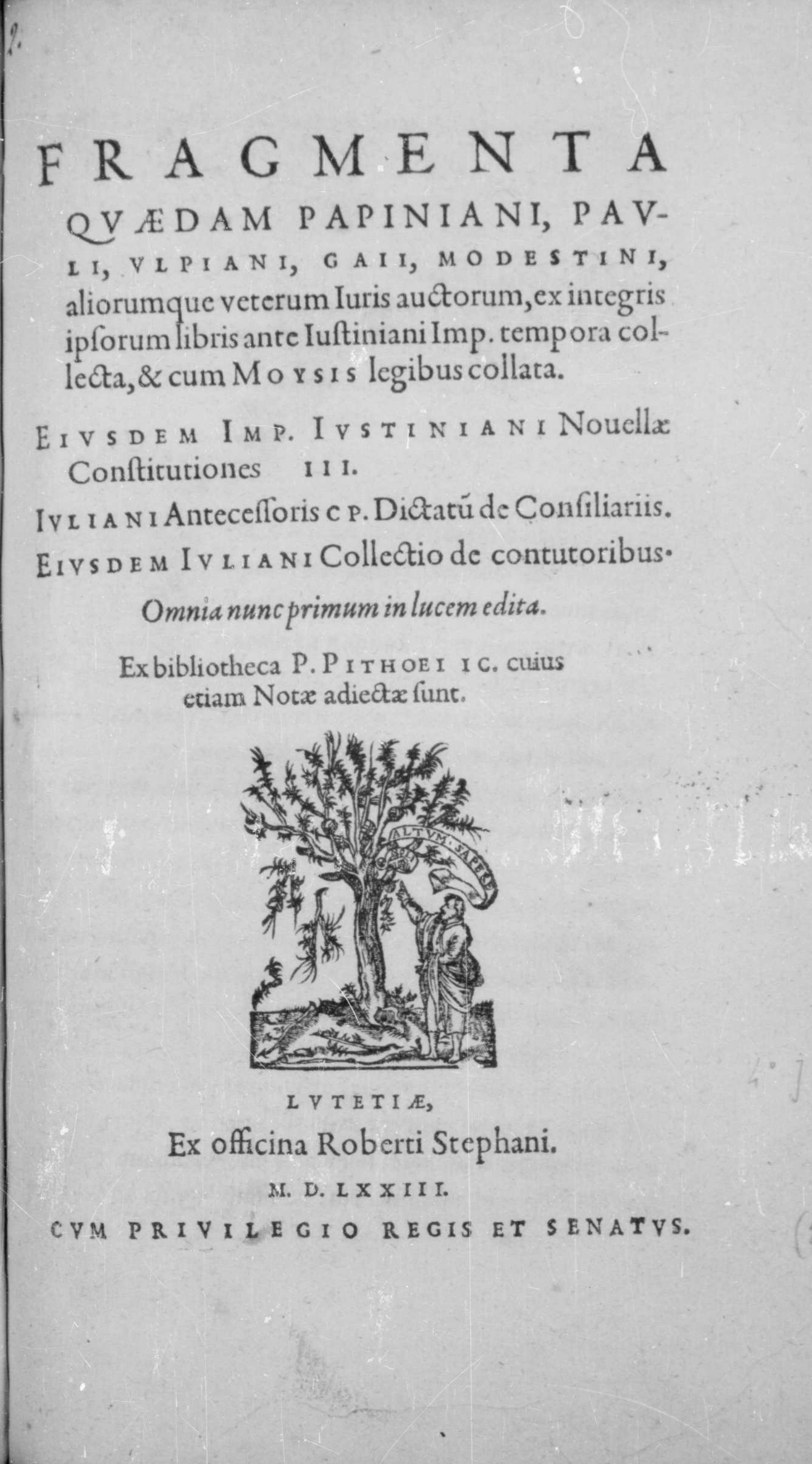
Fragmenta quaedam Papiniani, Pauli, Ulpiani, Gaii, Modestini, aliorumque veterum iuris auctorum, 1573
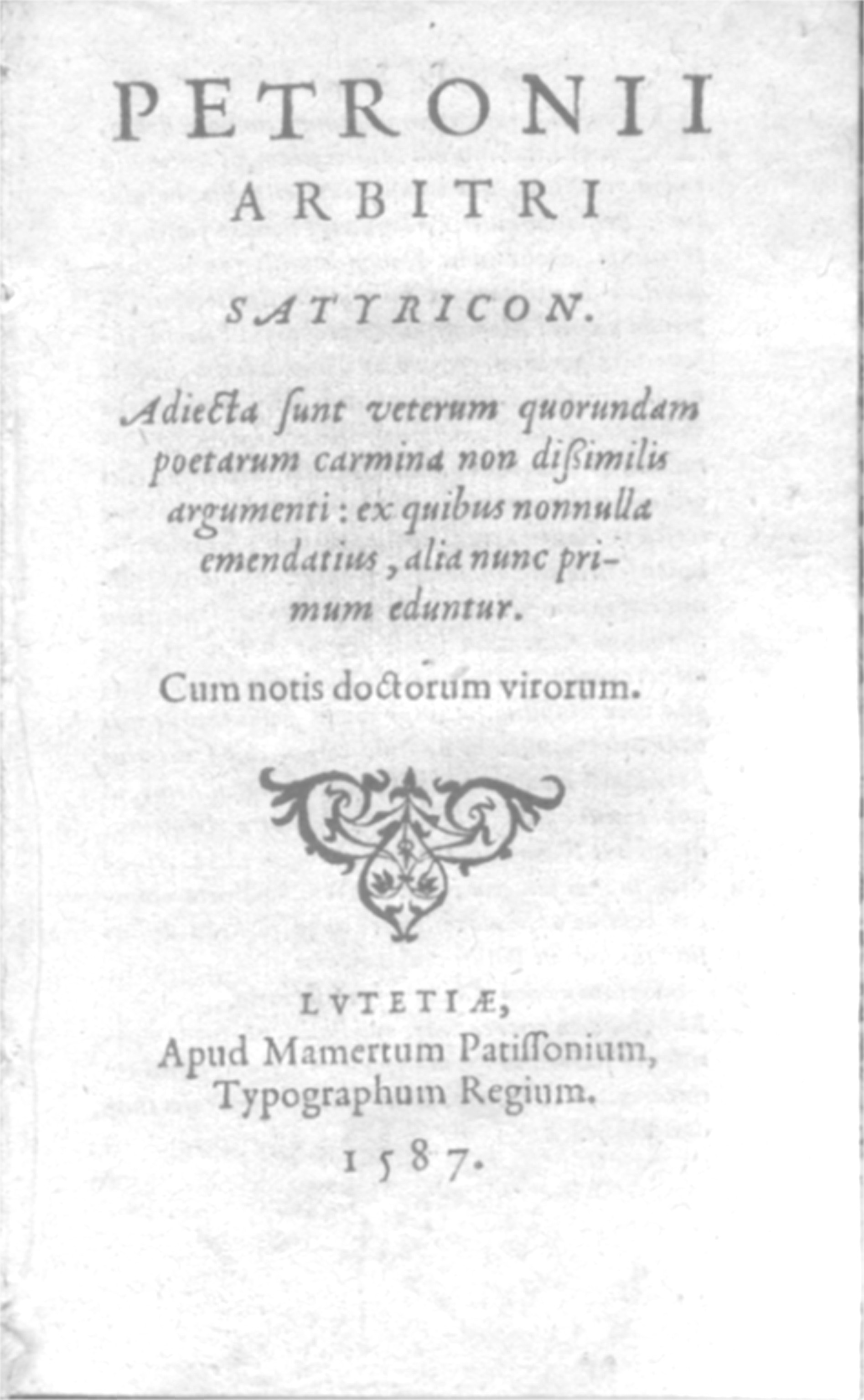
Satyricon (1587).